# Institut für Deutsche Ostarbeit
Das Institut für Deutsche Ostarbeit (IDO) war eine nationalsozialistische Einrichtung zur sogenannten Ostforschung im besetzten Generalgouvernement auf dem Territorium Polens von 1940 bis 1945.

## Struktur und Geschichte
Das Institut wurde am 20. April 1940 auf Initiative des Generalgouverneurs Hans Frank zur „Fortführung und Steigerung“ der „deutschen Forschungsarbeit im Osten“ gegründet und in Gebäuden der im November 1939 aufgelösten polnischen Jagiellonen-Universität im Zentrum von Krakau etabliert. Zweigstellen bestanden in Warschau und Lemberg. Der Leiter unter dem Präsidenten Frank war der Verwaltungsjurist Wilhelm Coblitz, ein wichtiger Mitarbeiter war Peter-Heinz Seraphim. Das IDO löste sich 1945 auf, nachdem bereits zuvor viele rüstungswichtige Sektionen ausgelagert worden waren. Die Unterlagen gingen teilweise an die bayerischen Schlösser Zandt und Miltach.
Das Institut widmete sich der sog. Ostforschung, um den deutschen Anspruch auf Raum und Menschen durch die Darstellung „deutscher Leistungen“ in der Vergangenheit zu rechtfertigen. Ergebnis waren einseitige Untersuchungen zum Deutschtum sowie negative bzw. antisemitische Beiträge über Polen und Juden. Eine umfangreiche Forschung in 14 Instituten galt ferner dem Agrarbereich: vom Gartenbau (Erich Maurer) über die Forstwirtschaft (Kurt Mantel, der zugleich an der Lemberger Forsthochschule) lehrte, bis zu einer großen Versuchsanlage für Acker- und Pflanzenbau in Puławy unter Friedrich Christiansen-Weniger mit sehr vielen polnischen Fachkräften.  Ab 1943 wurden mehrere Sektionen zur Rüstungsforschung gebildet, in denen einige kriegsgefangene sowjetische Forscher z. B. als Übersetzer von Fachliteratur beteiligt waren. Die Sektion für praktische Mathematik leitete Prof. Alwin Walther aus Darmstadt.
Daneben forschte das IDO zu aktuellen politischen, wirtschaftlichen und administrativen Problemen, die mit der Verwaltung des Generalgouvernements zusammenhingen. Dabei beteiligte es sich an Verbrechen, besonders die Sektion Rassen- und Volkstumsforschung, die intensiv mit der Abteilung Bevölkerungswesen und Fürsorge der Regierung des Generalgouvernements sowie mit SS-Stellen wie der Volksdeutschen Mittelstelle und dem Reichskommissar für die Festigung deutschen Volkstums zusammenarbeitete. Die Sektion wies drei Referate ohne scharfe Abgrenzung auf: Rassenforschung, Völkerkunde, Volkstumsforschung. Sektionsleiter waren zuerst Fritz Arlt, von April 1941 bis April 1942 der Wiener Anthropologe Anton Plügel, gefolgt von Erhard Riemann; das Referat Rassenforschung (Anthropologie) wurde 1942/43 faktisch von Elfriede Fliethmann aus Wien geleitet, assistiert von Dora Kahlich-Könner, tätig an der Universität Wien.
Das Institut war als Teil-Einrichtung des künftigen Gesamtkomplexes Hohe Schule der NSDAP vorgesehen.